# Guerra de Java
La guerra de Java (en javanés: ꦥꦼꦫꦁꦗꦮ) o guerra de Diponegoro (en javanés, ꦥꦼꦫꦁꦢꦶꦥꦤꦼꦒꦫ) se libró en Java central entre 1825 y 1830, entre el Imperio colonial neerlandés y los rebeldes nativos javaneses. La guerra comenzó como una rebelión dirigida por el príncipe Diponegoro, un miembro destacado de la aristocracia javanesa que había cooperado previamente con los neerlandeses.
Las fuerzas rebeldes sitiaron Yogyakarta, una medida que impidió una rápida victoria. Esto dio tiempo a los holandeses para reforzar su ejército con tropas coloniales y europeas, lo que les permitió poner fin al asedio en 1825. Después de esta derrota, los rebeldes continuaron librando una guerra de guerrillas durante cinco años.
La guerra terminó con una victoria neerlandesa y el príncipe Diponegoro fue invitado a una conferencia de paz, pero en la misma fue traicionado y capturado. Debido al costo de la guerra, las autoridades coloniales implementaron reformas importantes en las Indias Orientales Neerlandesas para garantizar que las colonias siguieran siendo rentables.

## Antecedentes
La causa directa de la guerra de Java fue la decisión de los neerlandeses de construir una carretera a través de una parte de la propiedad de Diponegoro que contenía la tumba de sus padres. Los agravios de larga data reflejaban las tensiones entre la aristocracia javanesa y los cada vez más poderosos neerlandeses. Las familias aristocráticas javanesas estaban resentidas por las leyes neerlandesas que restringían sus ganancias de alquiler. Mientras tanto, los neerlandeses no estaban dispuestos a perder influencia sobre la corte de Yogyakarta.
La influencia neerlandesa también afectó la dinámica cultural de Java. Un devoto musulmán, Diponegoro estaba alarmado por la observancia religiosa cada vez más relajada en la corte. Esto incluyó la creciente influencia de los colonos cristianos neerlandeses y las inclinaciones procoloniales de la corte. Entre los seguidores de Diponegoro, la guerra fue descrita como una yihad «tanto contra los neerlandeses como contra los murtad o apóstatas javaneses».
Siguiendo una estrategia colonial común, los neerlandeses trabajaron para exacerbar una crisis de sucesión por el trono de Yogyakarta. Diponegoro era el hijo mayor de Hamengkubuwono III, pero su derecho de sucesión fue disputado porque su madre no era la reina. Los rivales de Diponegoro eran su medio hermano menor Hamengkubuwono IV y su entonces pequeño sobrino Hamengkubuwono V, apoyados por los neerlandeses.

## Hostilidades
La guerra de Java comenzó el 21 de julio de 1825 cuando el príncipe Diponegoro levantó el estandarte de la revuelta en su finca de Selarong. Las fuerzas rebeldes tuvieron éxito en las primeras etapas de la guerra, tomando el control de Java central y sitiaron Yogyakarta. La población javanesa apoyaba en general la causa del príncipe Diponegoro, ya que el campesinado javanés se había visto afectado negativamente por la implementación de un sistema de cultivo de explotación. El sistema requería que las aldeas cultivaran cultivos de exportación que se vendían al gobierno a precios fijos. Las autoridades coloniales neerlandesas se mostraron inicialmente indecisas.
Sin embargo, a medida que la guerra persistió, el príncipe Diponegoro tuvo dificultades para retener su ejército. Por el contrario, el ejército colonial neerlandés pudo llenar sus filas con tropas indígenas de Célebes y, finalmente, recibió refuerzos de tropas europeas de los Países Bajos. El comandante neerlandés, el general de Kock, puso fin al sitio rebelde de Yogyakarta el 25 de septiembre de 1825.
El príncipe Diponegoro comenzó entonces una extensa guerra de guerrillas. Hasta 1827, el ejército neerlandés luchó por proteger el interior de Java, por lo que reforzó su defensa territorial mediante el despliegue de destacamentos móviles de tropas coloniales, con base en pequeños fuertes a lo largo de Java central. Se estima que 200 000 personas murieron en el transcurso del conflicto, incluidos 8000 neerlandeses.
La rebelión terminó en 1830, después de que el príncipe Diponegoro fuera engañado para que entrara en territorio controlado por los neerlandeses cerca de Magelang, con el pretexto de negociaciones para un posible alto el fuego. Fue capturado y exiliado a Manado, y luego a Macasar, donde murió en 1855.

## Consecuencias
Debido a las grandes pérdidas de las fuerzas neerlandesas, el gobierno colonial decidió reclutar soldados africanos de la Costa de Oro: los llamados Belanda Hitam (traducido como los «Holandeses Negros»), para aumentar sus tropas de las Indias Orientales y Europa.
La guerra fue perjudicial para las finanzas neerlandesas; así, la pacificación de Java permitió al gobierno colonial de las Indias Orientales Neerlandesas implementar el Cultuurstelsel («Sistema de Cultivo») en Java sin ninguna oposición local en 1830. Supervisado por el nuevo gobernador general, Johannes van den Bosch, este sistema de cultivo requería que el 20% de la tierra de la aldea se dedique al cultivo de cultivos comerciales para la exportación a tasas del gobierno.
Alternativamente, los campesinos tenían que trabajar en plantaciones estatales durante 60 días al año. Los colonialistas neerlandeses y sus aliados nativos acumularon una enorme riqueza a través de este sistema de exportación forzosa. Las ganancias de la colonia compensaron con creces a los Países Bajos por la guerra e hicieron que las Indias Orientales Neerlandesas fueran autosuficientes.